# Laverne Cox

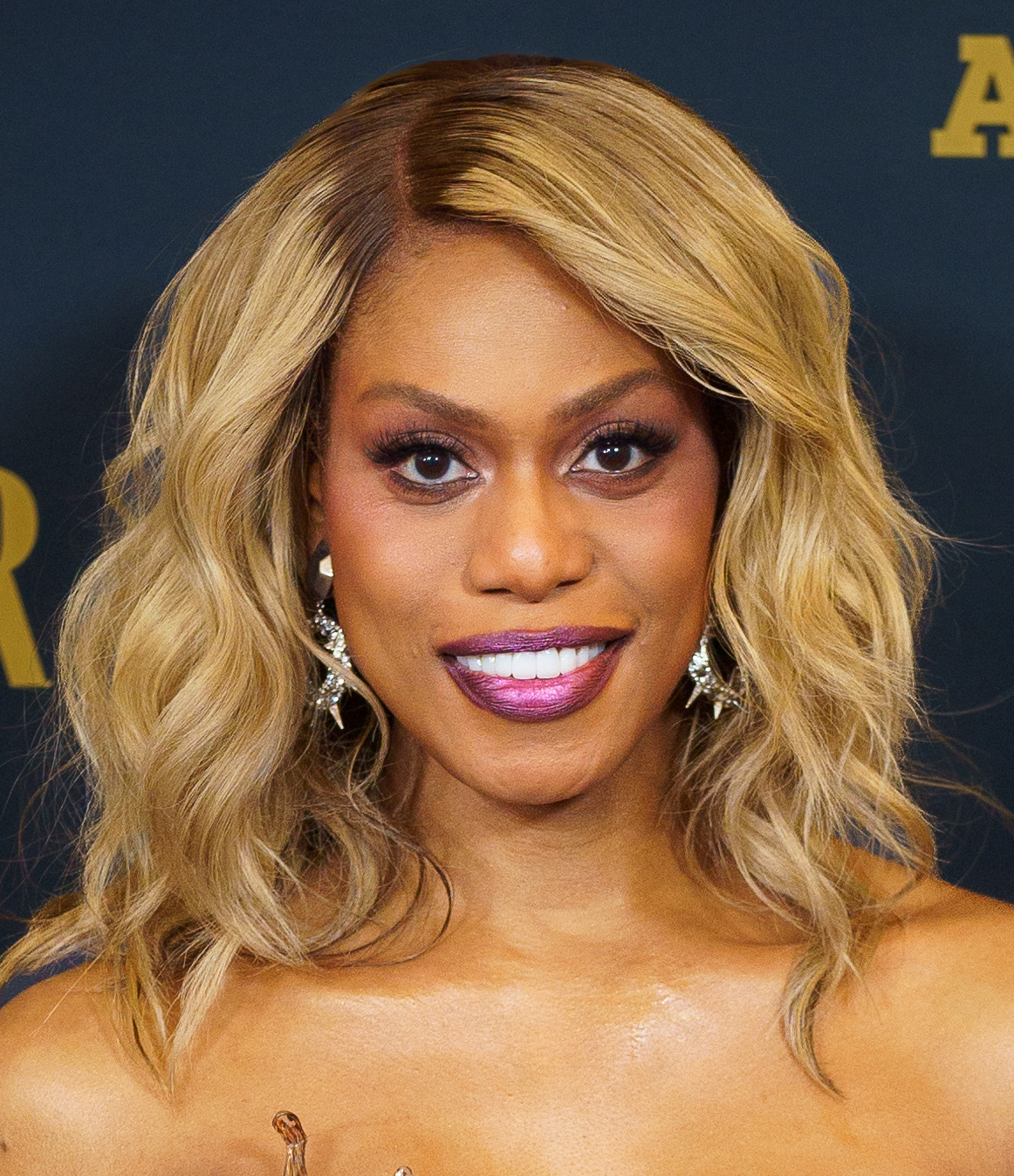
Laverne Cox (2024)

Laverne Cox (* 29. Mai 1972 in Mobile, Alabama) ist eine US-amerikanische Schauspielerin, Fernsehproduzentin und LGBT-Aktivistin sowie Emmypreistägerin. Mit ihrer Rolle als Sophia Burset in der Netflix-Serie Orange Is the New Black war sie die erste Transgender-Person, die für einen Primetime Emmy Award in einer Schauspielkategorie nominiert wurde. 2015 gewann sie einen Daytime Emmy Award in der Sonderklasse als ausführende Produzentin für Laverne Cox Presents: The T Word. Dies machte sie zur ersten trans Frau, die einen Daytime Emmy als ausführende Produzentin gewann. Auch im Jahr 2015 war sie die erste offene Trans-Person, die eine Wachsfigur von sich selbst bei Madame Tussauds hat. Im Jahr 2017 war sie die erste transgender Person, die in einer Serie im Broadcast-TV mitspielte. Sie verkörperte die Figur der Cameron Wirth in der Serie Doubt bei CBS.

## Leben
Laverne Cox wurde in Mobile im US-Bundesstaat Alabama geboren und wuchs dort mit ihrem eineiigen Zwillingsbruder M Lamar auf. Sie besuchte zunächst die Alabama School of Fine Arts in Birmingham und das Marymount Manhattan College in New York City. Als Schauspielerin trat sie in verschiedenen Filmen und Fernsehserien auf. Daneben war sie 2008 eine der Kandidatinnen in der ersten Staffel der VH1-Realityshow I Want to Work for Diddy. 2010 ko-moderierte und produzierte sie die Realityshow TRANSform Me, die ebenfalls bei VH1 lief.
Ihre bisher größte Rolle spielte Cox von 2013 bis 2019 in der Netflix-Webserie Orange Is the New Black als Sophia Burset, einer transgeschlechtlichen Gefangenen, die für Kreditkartenbetrug verurteilt wurde. Für diese Rolle wurde sie 2014 für den Critics’ Choice Television Award als beste Nebendarstellerin in einer Comedyserie als auch für den Emmy als beste Gastdarstellerin in einer Comedyserie nominiert. Sie ist damit die erste offen lebende transgender Frau, die je für einen Emmy in den Schauspielkategorien nominiert wurde.
Im April 2014 wurde Cox für ihre Anstrengungen für die Rechte von Transmenschen von der GLAAD mit dem Stephen F. Kolzak Award ausgezeichnet.
Ihr Zwillingsbruder ist der Komponist, Musiker, Countertenor und Performance- und Konzeptkünstler M Lamar, der als Beteiligter an einem Panel mit bell hooks, Marci Blackman und Samuel R. Delany unter dem Titel Transgressive Sexual Practice (2014) bekannt ist.

## Filmografie (Auswahl)
- 2000: Betty Anderson (Kurzfilm)
- 2004: The Kings of Brooklyn
- 2007: Law & Order: Special Victims Unit (Fernsehserie, Episode 9x16)
- 2008: All Night (Kurzfilm)
- 2008: Law & Order (Fernsehserie, Episode 19x06)
- 2009: Uncle Stephanie
- 2009: Bored to Death (Fernsehserie, Episode 1x01)
- 2010: Bronx Paradise
- 2011: Carla
- 2011: Musical Chairs
- 2012: The Exhibitionists
- 2012: Migraine (Kurzfilm)
- 2013: 36 Saints
- 2013–2019: Orange Is the New Black (Fernsehserie, 40 Episoden)
- 2014: Grand Street
- 2014: Faking It (Fernsehserie, Episode 2x04)
- 2014: Laverne Cox Presents: The T Word (Special)
- 2015: Grandma
- 2015–2017: The Mindy Project (Fernsehserie, drei Episoden)
- 2016: The Rocky Horror Picture Show: Let’s Do the Time Warp Again (Fernsehfilm)
- 2017: Freak Show
- 2017: Doubt (Fernsehserie, 13 Folgen)
- 2019: Sag’s nicht weiter, Liebling (Can You Keep a Secret?)
- 2019: Weird City (Fernsehserie, Episode 1x04)
- 2019: Tuca & Bertie (Fernsehserie, Episode 1x04, Stimme)
- 2019: 3 Engel für Charlie (Charlie’s Angels)
- 2020: Promising Young Woman
- 2020: Disclosure: Hollywoods Bild von Transgender (Disclosure: Trans Lives on Screen)
- 2020: Lass es, Larry! (Curb Your Enthusiasm, Fernsehserie, Episode 10x03)
- 2020: Bad Hair
- 2021–2023: The Blacklist (Fernsehserie, zwei Episoden)
- 2021: Jolt
- 2022: Inventing Anna (Miniserie, 9 Episoden)
- 2024: Ugly – Verlier nicht dein Gesicht (Uglies)
- 2024: The Masked Singer (Fernsehsendung, Teilnehmerin Staffel 12, 10. Platz)

## Auszeichnungen und Nominierungen
Primetime Emmy Award
- 2014: Nominierung als Beste Gastdarstellerin in einer Comedyserie für Orange Is the New Black
- 2017: Nominierung als Beste Gastdarstellerin in einer Dramaserie für Orange Is the New Black

Daytime Emmy Award
- 2014: Auszeichnung als Outstanding Special Class Special für Laverne Cox Presents: The T Word

Screen Actors Guild Award
- 2015: Auszeichnung als Bestes Schauspielensemble für Orange Is the New Black
- 2016: Auszeichnung als Bestes Schauspielensemble für Orange Is the New Black

Critics’ Choice Television Award
- 2014: Nominierung als Beste Nebendarstellerin in einer Comedyserie für Orange Is the New Black